# Mond-Trilogie (Burroughs)
Die Mond-Trilogie von Edgar Rice Burroughs gehört zu den bekannteren Science-Fiction-Romanen des Tarzan-Autors. Burroughs schildert in den Romanen The Moon Maid (dt. Das Mond-Mädchen), The Moon Men (dt. Die Mondmänner) und The Red Hawk (dt. Der rote Falke) die Geschichte einer Raumexpedition im 21. Jahrhundert, die unter der Mondoberfläche auf die kriegerische und sehr aggressive Rasse der Kalkars stößt.
Die Entstehungsgeschichte der Mond-Trilogie beginnt zum Jahreswechsel 1918/1919, als Burroughs unter dem Eindruck der Oktoberrevolution in Russland die Geschichte Under the Red Flag schrieb. Darin drückte er seine tiefe Abneigung gegen den russischen Kommunismus aus. 1922 griff er die Idee erneut auf und schrieb den ersten seiner Mondbände, in dem er den grausamen Überfall der Kalkars, ein Synonym für die Bolschewiki, schildert, die ein unmenschliches kommunistisches Regime errichten. 1923 erschien die erste Geschichte in Fortsetzungen im Argosy All-Story Weekly-Magazin. 1926 erschien die erste Buchausgabe.
Eine deutsche Übersetzung der Romane gibt es seit dem 1. Januar 2021.

## Bibliografie
1 The Moon Maid (5 Teile in: Argosy All-Story Weekly, May 5, 1923 ff.; auch: Conquest of the Moon, 1928)
- 2 The Moon Men (4 Teile in: Argosy All-Story Weekly, February 21, 1925 ff.)
- 3 The Red Hawk (3 Teile in: Argosy All-Story Weekly, September 5, 1925 ff.)
- The Moon Men (1925)
- The Moon Maid (Sammelausgabe von 1–3; 1926; auch: The Moon Men, 1962)
  - Deutsch: Die Mondtrilogie (Das Mondmädchen, Die Mondmänner, Der rote Falke). ISBN 978-3-943208-75-7, Verlag Heliakon (2021) Übersetzer: Osmar Henry Syring